# La Rodadora Espacio Interactivo
La Rodadora Espacio Interactivo (2004) ubicado en Ciudad Juárez, Chihuahua, México, es un museo que combina la ciencia, tecnología, arte y cultura en un solo lugar.

## Historia
La idea del museo La Rodadora nace en el 2004 con la fusión de empresarios y del gobierno mexicano, el cual se alojó provisionalmente en las instalaciones del Parque Industrial Omega, donde alrededor de 200 mil visitantes obtuvieron un vistazo a lo que sería el proyecto para la ciudad.
Dada la autorización para la construcción por medio del gobierno del estado de Chihuahua, se aprobó que las instalaciones se establecieran dentro del Parque Central, uno de los lugares más característicos de Ciudad Juárez.
El proyecto y diseño se hizo con ayuda del Patronato del Museo, arquitectos y del Fondo Mixto CONACYT-Gobierno Municipal.
En el 2009, el Patronato del Museo invitó a Papalote Museo del Niño para presentar la propuesta de La Rodadora, donde se le reconoció como un espacio interactivo para cubrir las necesidades de los juarenses.
La Rodadora abrió sus puertas al público fronterizo en el año 2013, y se le ha reconocido como el segundo museo más grande de Latinoamérica con una superficie de alrededor de 30,000 m².

## Patronato del Museo
- - Alfonso Murguía Chávez – Presidente[4][5]
  - Benito Fernández Mesta – tesorero
  - Francisco Luis Gaytán Aguirre – secretario
  - Karen Melisa Álamo Castro – directora general
  - Rosa María González
  - Pablo Romero Ramos
  - Alejandro Oscar Ramírez Ruíz
  - Gilberto Cueva Pizarro
  - Carlos Murguía Chávez
  - Ana María Ruíz Soto
  - Angélica Fuentes Téllez
  - Laura Muñoz Delgado
  - Oscar Becerra Tucker

## Eventos
Desde su apertura, La Rodadora ha sido un espacio para eventos para todas las edades.
Sus “Sábados de Ciencia” incluyen pláticas y eventos interactivos para los jóvenes, los cuales varían dependiendo de la época del año. Además de sus iniciativas por la ecología y la educación en los niños. También, se han musicalizado cuentos en el pasado (2019).
Los talleres de arte, literarios, escritura, el Club Chicas con Ciencia: Ingeniería, las exhibiciones temporales, salas de cine 3D, entre otros, son parte del calendario recurrente del museo.